# C24H36O
化学式C24H36O（摩尔质量：340.5 g/mol）可能指：
- JWH-357，CAS号：873428-50-3
- 2,4,5-三环己基苯酚，CAS号：90104-75-9
- 2,4,6-三环己基苯酚，CAS号：2130-62-3
- 1-[(反式,反式)-4'-(3-丁烯-1-基)联苯-4-基]-4-乙氧基苯，CAS号：1913281-03-4

|  | 这个同类索引页列出了具有相同分子式的化学物（即同分異構體）条目。 除非您是有意链接至本页，否则应将相应条目的内部链接指向正确的条目。 |